# Lorem Ipsum (programma televisivo)
Lorem Ipsum è un programma televisivo andato in onda su Deejay TV dal 2011 al 2014.

## Storia
Il programma è nato nel 2011 da un'idea di Matteo Curti che, durante esso, commenta una carrellata di video presi da internet: infatti, ogni puntata ha un tema ben definito e la sequenza di video segue una logica precisa. La squadra autoriale, di cui lo stesso Curti fa parte, si è avvalsa per la prima edizione della collaborazione de Il Post.
Il titolo del programma deriva dall'omonima espressione che indica un paragrafo standard usato da graphic designer, programmatori e tipografi per riempire gli spazi riservati al testo quando le pagine web sono ancora in costruzione. È stato scelto perché è l'unico vero comun denominatore di ogni pagina presente online ("c'è un Lorem ipsum nella fase iniziale di ogni sito").
Matteo Curti sul suo blog spiega com'è nata l'idea:
"Una domenica di molto tempo fa stavo guardando uno di quei programmi sereni in cui il conduttore passeggia in mezzo ai frutteti e scopre le abitudini dei paesi attraverso una sovrabbondanza di cibo preparato in strada. A differenza di altre puntate, in cui la devozione vanitosa delle comari dimenticava ogni dignità di fronte alle telecamere, in questo paese, credo marchigiano, le cuoche di piazza erano belle in un modo rotondo e altèro, e non si piegavano all'irriverenza di chi aveva il microfono dalla parte del manico. Il servizio andava avanti dando per scontato il nome del paese ospite finché, in un tripudio di trattori e bandiere, hanno tutti salutato restituendo la linea allo studio. Curioso di sapere dove si trovassero ho provato a cercare online, ma Youtube non conservava traccia di quella diretta, ed in più era anche reticente quando gli si chiedeva qualcosa che avesse a che fare con le trasmissioni televisive dedicate ai paesi e alle prelibatezze locali. I video che più si avvicinavano a quelle chiavi di ricerca riguardavano il lancio di forme di parmigiano mediante l'uso di corda, e anche i suggerimenti erano meravigliosamente dello stesso tenore: la gara paesana a chi mangia più hamburger o quelli che mettono in bocca cinque savoiardi prima di fischiettare Azzurro di Adriano Celentano, sempre davanti a questo o quel municipio. Il risultato di quelle ricerche rivelava in effetti una doppia notizia. La prima è che non avrei mai saputo dove ritrovare il paese visto in televisione, l'altra è che il punto di vista del web è senza dubbio notevole qualunque sia l'argomento. Anche quando lo spunto deriva da un pigro palinsesto domenicale, pronto ad essere riscattato nel giro di pochi clic. Lorem Ipsum nasce proprio dalla volontà di esaltare quello spazio espressivo brulicante, vitale, spiazzante e sincero, ma quello in tv è solo un passaggio: le puntate poi tornano online, nel loro ambiente, e solo così il cerchio si chiude".
Nel dicembre del 2014 è andata in onda la nona stagione: in tutto sono state realizzate 260 puntate.